# Tatort: Der Finger
Der Finger ist ein Fernsehfilm aus der Krimireihe Tatort. Der vom Bayerischen Rundfunk produzierte Beitrag wurde am 29. April 2007 im Ersten Programm der ARD erstgesendet.

## Handlung
Der Spitzenkoch Edgar Kaufmann feiert in seinem Gourmetrestaurant „La Belle Vigne“ ausgelassen seinen 50. Geburtstag. Unter seinen illustren Gästen sind seine Ehefrau Ann, der Restaurantkritiker Burkhard Faber, dessen Bruder Norbert Faber und der Staatsanwalt Dr. Maier. Die Stimmung kippt, als Burkhard Faber durchblicken lässt, dass das „Belle Vigne“ nicht mehr auf der von ihm veröffentlichten „Liste der zehn besten Restaurants“ stehen wird.
Der Küchenhelfer Simon findet am nächsten Tag einen abgeschnittenen Finger in der Küche und lässt ihn durch seine Freundin zur Polizei bringen. Der Verdacht liegt nahe, dass er dem nicht wieder aufgetauchten Restaurantkritiker Burkhard Faber gehörte. Da es aber keine weiteren Verdachtsmomente und (noch) keine Leiche gibt, überlegen die Kommissare, wie sie am besten vorgehen wollen. Eine Befragung des „Maestro“ Kaufmann, gibt keine weiteren Hinweise und auch Fabers Haushälterin kann keinen Anhaltspunkt finden, wo ihr Arbeitgeber geblieben sein könnte. Aus seinem Bad sichern die Ermittler DNA-Spuren, sodass sie nun sicher sind, dass der abgetrennte Finger dem Vermissten gehört. Trotzdem will der Staatsanwalt, der den Spitzenkoch persönlich schätzt, noch keine Untersuchung bei ihm einleiten. Deshalb überreden Menzinger und Leitmayr den Hobbykoch Batic, im Restaurant „Belle Vigne“ eine Aushilfsstelle anzutreten, um dort verdeckt zu ermitteln. Beikoch Ali Mourad benimmt sich dabei recht verdächtig und Batic schließt nicht aus, dass Faber in Einzelteile zerlegt und im Küchenbetrieb „verarbeitet“, oder anderweitig entsorgt wurde. 
Menzinger und Leitmayr erfahren, dass Faber ein sehr kritischer und streitbarer Restauranttester war und bei sehr vielen Gourmetküchen Feinde haben dürfte. Norbert Faber ist Hersteller von „Fabers-Feinsten“-Fertiggerichten und auch er lag mit seinem Bruder im Streit, da dieser unbedingt eine hochwertigere Meister-Linie in Zusammenarbeit mit Kaufmann in sein Sortiment aufnehmen sollte, was Burkhard Faber aus Kostengründen ablehnte. Ein weiterer Verdacht fällt auf Ann Kaufmann. Sie wusste zwar, dass ihr Mann mit Burkhard Faber befreundet war und früher auch eine homosexuelle Beziehung zu ihm hatte, aber es wäre ja möglich, dass sie mit der Zeit doch ihren Nebenbuhler beseitigen wollte.
Leitmayr kann den Staatsanwalt davon überzeugen, endlich ein Ermittlungsverfahren gegen Edgar Kaufmann einzuleiten. Trotz aufwendiger Hausdurchsuchung kann jedoch nichts gefunden werden, was auf den Aufenthaltsort von Burkhard Faber hinweist. Selbst ein Spürhund muss kapitulieren, nachdem der Beikoch Jaap van Haalen unbemerkt Chilipulver verstreut hat. Daraufhin sieht sich Batic in der Nähe des Lagers heimlich um und findet tatsächlich die Leiche von Faber in konservierendem Salz eingelegt. So gibt Jaap van Haalen zu, Frau Kaufmann versprochen zu haben, ihr bei der Beseitigung der Leiche zu helfen. Sie hätte ihn in der Nacht der Geburtstagsfeier angerufen und um Hilfe gebeten. Mittlerweile ist Ann Kaufmann jedoch verschwunden.
Unerwartet stellt sich heraus, dass die bei Kaufmann angestellte Kroatin Milena auf Faber eingestochen hat, weil er gedroht hatte, sie bei den Behörden zu melden, da sie keine ordentlichen Papiere hat. Ann Kaufmann hatte ihr geholfen, weil es ihr gut passte und ihr Konkurrent damit nun ausgeschaltet war. Der Rechtsmediziner findet inzwischen heraus, dass Faber nicht an den Messerstichen gestorben ist, sondern dass er erstickt wurde. Ann Kaufmann kann gefunden werden und gibt zu bei Faber nachgeholfen zu haben, „um ihren Mann einmal im Leben nicht teilen zu müssen.“

## Hintergrund
Der Finger wurde von Bavaria Film und Produktionsteam V. v. Fürstenberg in München und Umgebung sowie in Lenggries gedreht.
Regieassistent Martin Kinkel spielt eine kleine Nebenrolle als Polizist.

## Rezeption

### Einschaltquote
Die Erstausstrahlung von Der Finger am 29. April 2007 wurde in Deutschland von 6,43 Millionen Zuschauern gesehen und erreichte einen Marktanteil von 19,9 % für Das Erste.

### Kritik
„Für den verdorbenen Appetit entschädigt 90-Minuten-Krimifutter mit Hochspannung. Was bleibt, ist die Erkenntnis, dass es für ein gutes Mahl nicht viele, dafür exzellente Zutaten braucht und dass es reicht, soziale Themen wie die Abschiebungsproblematik wie Petersilie zu dosieren und nicht als sättigende Kartoffel-Beilage zu servieren.“